# Liste der Monuments historiques in Villenouvelle (Haute-Garonne)
Die Liste der Monuments historiques in Villenouvelle (Haute-Garonne) führt die Monuments historiques in der französischen Gemeinde Villenouvelle auf.

## Liste der Bauwerke
| Bezeichnung      | Beschreibung              | Standort | Kennzeichnung | Schutzstatus | Datum | Bild           |
| ---------------- | ------------------------- | -------- | ------------- | ------------ | ----- | -------------- |
| Kirche St-Sernin | Erbaut im 15. Jahrhundert | (Lage)   | PA00094663    | Inscrit      | 1926  | weitere Bilder |
| Markthalle       | Erbaut 1755               | (Lage)   | PA00094664    | Inscrit      | 1973  |                |

## Liste der Objekte
- Monuments historiques (Objekte) in Villenouvelle (Haute-Garonne) in der Base Palissy des französischen Kultusministeriums